# Szír–Jordán-árok
A Szír–Jordán-árok (arabul الغور [el-Ghor vagy el-Ghawr], héberül בִּקְעָת הַיַרְדֵּן, angolul Jordan Rift Valley) a dél-törökországi İskenderuni-öböltől az Akabai-öbölig húzódó, 700 km hosszú és a peremét alkotó sasbércek sorozatával együtt átlagosan 150 km széles árokrendszer a Közel-Keleten, az összességében 5600 km hosszú Afrikai-árokrendszer tagja.
Fő részei: az Orontész völgye, a Bekaa- (Biká-) völgy, a Hula- (Hule-) völgy, a Jordán völgye, a Kineret-tó, a Holt-tenger vidéke, a Vádi Araba és az Akabai-öböl.

## Tájai
Az árok legészakibb peremterülete a Törökország területére eső Nur-hegység a Torosz-hegység része. Az ároknak a hegység keleti előterében fekvő felső szakaszát az Orontész szeli át. A nyugati oldalán sorakozó hegységek következő tagja a 175 km hosszú Libanon-hegység. A tengerpart felé több töréslépcsővel leereszkedő hegység meredek szerkezeti lejtővel tekint a Bekaa-völgy (Biká-völgy) felé. A szír–libanoni határvidéken fekszik az erősen karsztos Antilibanon-hegység. Az Antilibanon déli szomszédságában, attól csak egy szerkezeti vonalon kialakult völgymedencével elválasztva magasodik Szíria legcsapadékosabb vidéke, a Hermon-hegység. A politikai híradásokból ismert Golán-fennsík 700–1000 m magas bazaltplató, amely nyugaton tekint a Jordán-folyó árkára. A Libanon-hegység déli folytatásában fekvő Galilea legmagasabb hegye a szerkezeti vonalak határolta Meron. A Galileai, majd a Júdeai-hegyek keleti előterében fekszik az árok Jordán-folyó által átszelt, legmélyebb szakasza. A Jordán által átszelt Kineret-tó víztükre 212, a Holt-tengeré (amely a folyó végtava), 405 méterrel fekszik a világtenger szintje alatt. Földünkön sehol sem állhatunk mélyebben a tengerszint alatt, mint a Holt-tenger kopár, legfeljebb sókivirágzásoktól fehérlő, sziklás partján. A Szír-Jordán árok legdélebbi szakasza a Vádi Araba hegylábfelszínekkel övezett kopár völgye, amely dél felé a legmélyebb pontján az 1240 m-es Akabai-öbölben folytatódik.

## Fordítás
- Ez a szócikk részben vagy egészben  a   Jordan Rift Valley című angol Wikipédia-szócikk fordításán alapul.  Az eredeti cikk szerkesztőit annak laptörténete sorolja fel. Ez a jelzés csupán a megfogalmazás eredetét és a szerzői jogokat jelzi, nem szolgál a cikkben szereplő információk forrásmegjelöléseként.